# Mullsjön, Hjo kommun
För andra betydelser, se Mullsjö (olika betydelser).

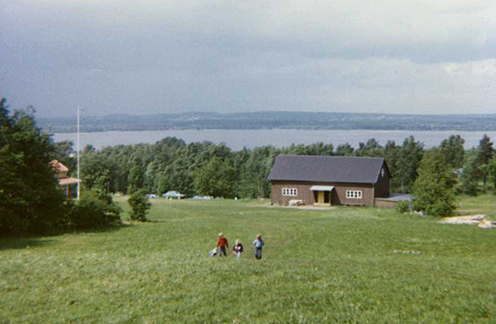
Missvedens fritidsgård vid Mullsjön

Mullsjön är en sjö i Hjo kommun i Västergötland, som är 2,7 meter djup, har en yta på 3,92 kvadratkilometer och befinner sig 133 meter över havet. Den ligger några kilometer utanför Hjo, mellan Grebban, Missveden och Mofalla. Sjön är som mest fyra meter djup.
Mullsjön har sitt utlopp vid en dammanläggning i Stämmorna i Hjoån, som flyter genom naturreservatet Hjoåns dalgång ungefär fem kilometer till sin mynning i Hjo, omedelbart söder om Hjo hamn.

## Delavrinningsområde
Mullsjön ingår i delavrinningsområdet Utloppet av Mullsjön, som har en medelhöjd på 163 meter över havet och en yta på 28,66 kvadratkilometer. Det finns ett delavrinningsområde uppströms, och räknas det in blir den ackumulerade arean 45,06 kvadratkilometer. Delavrinningsområdet består mestadels av skog (47 %), öppen mark (10 %) och jordbruk (22 %). Avrinningsområdet har 3,91 kvadratkilometer vattenytor vilket ger det en sjöprocent på 13,7 %.

## Fiskemiljö
Mullsjön är rik på fisk, i sjön finns abborre, lake, gädda, gös och mört. Sportfiske är tillåtet både från båt och brygga.